# Hülfensberg
El Hülfensberg (llamado Stuffenberg en la Edad Media) es una montaña de 448 m de altura y muy boscosa en el municipio de Geismar en el distrito de Eichsfeld, Turingia, Alemania.  La montaña ha sido un lugar de peregrinación desde finales de la Edad Media, y en su cima se encuentra una iglesia con un crucifijo del siglo XII, un convento franciscano, una capilla dedicada a San Bonifacio y una gran cruz independiente. 
El nombre medieval de la montaña era Stuffenberg, del cual el supuesto dios germánico Stuffo deriva su nombre. Según algunas fuentes, el nombre se cambió en el siglo XIV (o alrededor de 1400) debido a un famoso crucifijo en la iglesia, el Hülfenskreuz; En 1575 se dio otra versión sobre nombre moderno, basada en la leyenda de que Bonifacio habría derrotado a un ejército de incrédulos en la montaña, que posteriormente se llamó Hülfensberg ( helfen : para ayuda) en referencia a la ayuda divina.

## Peregrinaje
El Hülfensberg ha sido un lugar de peregrinación desde finales de la Edad Media, y en un momento fue uno de los siete sitios de este tipo más populares en Alemania; el objetivo de estas peregrinaciones era un crucifijo del siglo XII. En la actualidad las peregrinaciones se producen durante todo el año. Durante la división este-oeste de Alemania, Hülfensberg estaba a menos de un kilómetro de la frontera, en el lado este, lo que significa que las oportunidades de peregrinación se limitaban a un pequeño número de personas. Según el padre Heribert (uno de los frailes franciscanos, 2010), la asistencia disminuyó en dos tercios en 1953, un año después de que Hülfensberg se colocara dentro del área fronteriza expandida y protegida.  El permiso para visitar la montaña generalmente solo se otorgaba a los locales; todos los demás interesados en la peregrinación tenían que solicitar permiso, y la mitad fueron denegados. A partir de 2010, unos 250 peregrinos asisten a la misa del domingo en la iglesia y de 1000 a 2000 personas participan en cada una de las cuatro peregrinaciones principales al año.

## Hülfenskreuz

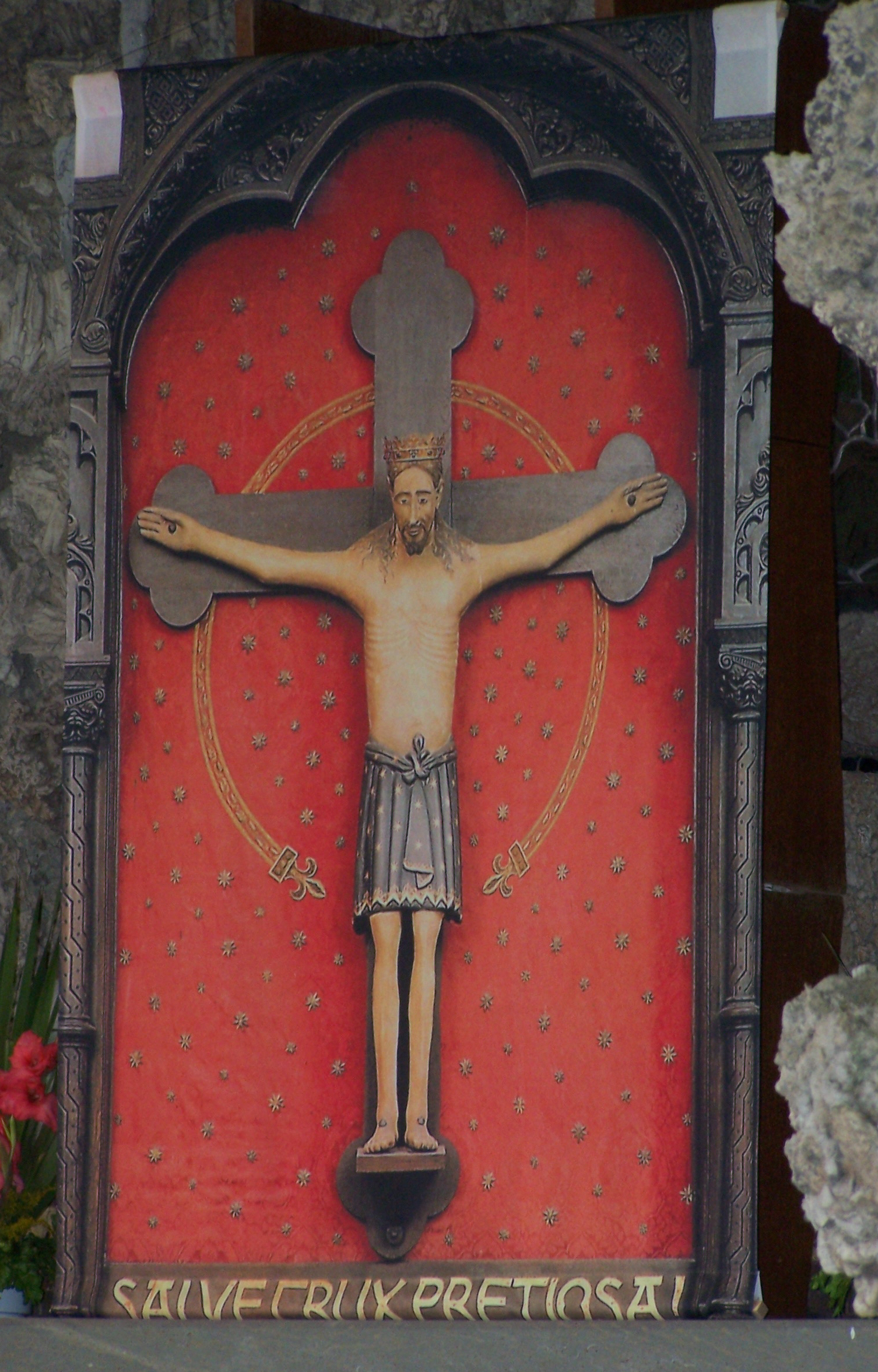
El Hülfenskreuz

El punto focal de peregrinación en Hülfensberg es el Hülfenskreuz, un crucifijo románico del siglo XII.  Es una de las piezas de arte sacro más populares de la diócesis de Erfurt, así como una de las más importantes.
La escultura de madera es de Cristo como rey mirando hacia adelante (en una "frontalidad muy marcada"), llevando una corona. Una renovación en 1850 volvió a unir las piernas con la cruz.  Mientras que el origen de la cruz en el siglo XII se repite a menudo, el Handbuch der deutschen kunstdenkmäler de Georg Dehio afirma que puede ser una imitación posterior. 
El crucifijo está colocado sobre un fondo rojo cubierto de estrellas doradas.  El marco lleva un lema en latín, Salve Crux Pretiosa (Salve, preciosa cruz).  Según los franciscanos locales, ocasionalmente ocurren milagros en el sitio.

## Iglesia de San Salvador

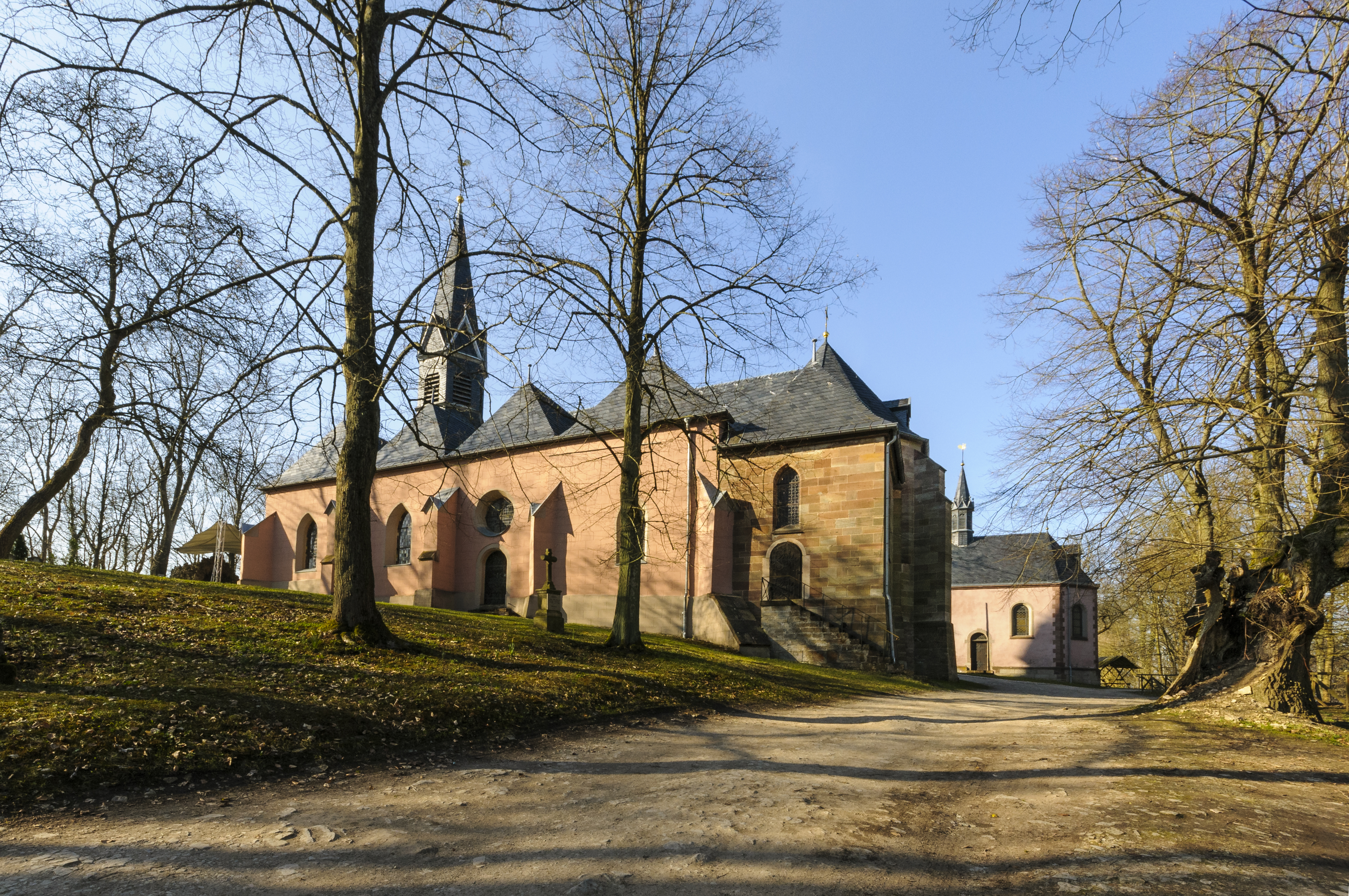
Iglesia de peregrinación de San Salvador

En la parte superior de Hülfensberg se encuentra la iglesia de San Salvador, que se construyó alrededor del año 1360-1367 como un santuario, sobre los restos de una iglesia más antigua (en el lado sur de la iglesia actual, junto a la sacristía ), fechada hacia el año 1000.
El documento más antiguo relacionado con el Hülfensberg es una escritura papal de 1351, que nombra a la parroquia San Salvador auf dem Stuffenberg.  Una escritura posterior que da nombre a la ubicación está fechada el 30 de mayo de 1352; en este momento el Hülfensberg pertenecía al monasterio de San Martín en Heilbad Heiligenstadt, que a su vez entregó el patrocinio al monasterio cisterciense de Anrode en 1357.  Las peregrinaciones al Hülfenskreuz, que se encuentra en el Gnadenaltar de la iglesia, comenzaron desde Anrode.
En 1583, la zona y su iglesia fueron transferidos al Arzobispado de Maguncia, y permanecieron católicos durante la Reforma Protestante. A lo largo del tiempo, la iglesia de San Salvador se amplió y se renovó varias veces, especialmente durante la época barroca.  En 1810, el monasterio de Anrode fue disuelto por Jerónimo Bonaparte y vendido, con todas sus posesiones, a Franz Just Wedemeyer, de la familia Wedemeyer , convirtiéndose el Hülfensberg en propiedad privada.  Once años después, Wedemeyer donó la cima de la montaña, con su iglesia, al obispo. En 1890, la iglesia fue ampliada de nuevo en estilo neogótico por el arquitecto franciscano Paschalis Gratze.  La capilla original de Bonifacio, adyacente a la iglesia, fue demolida y reconstruida en un lugar diferente; la base de la antigua capilla fue la base para el nuevo ábside, con altar y coro.  En 1984, mientras la iglesia estaba ubicada en Alemania Oriental, se renovó el techo de una torre con materiales pagados por Alemania Occidental a través de Genex, el intercambio comercial de Alemania Oriental.

## Capilla de Bonifacio

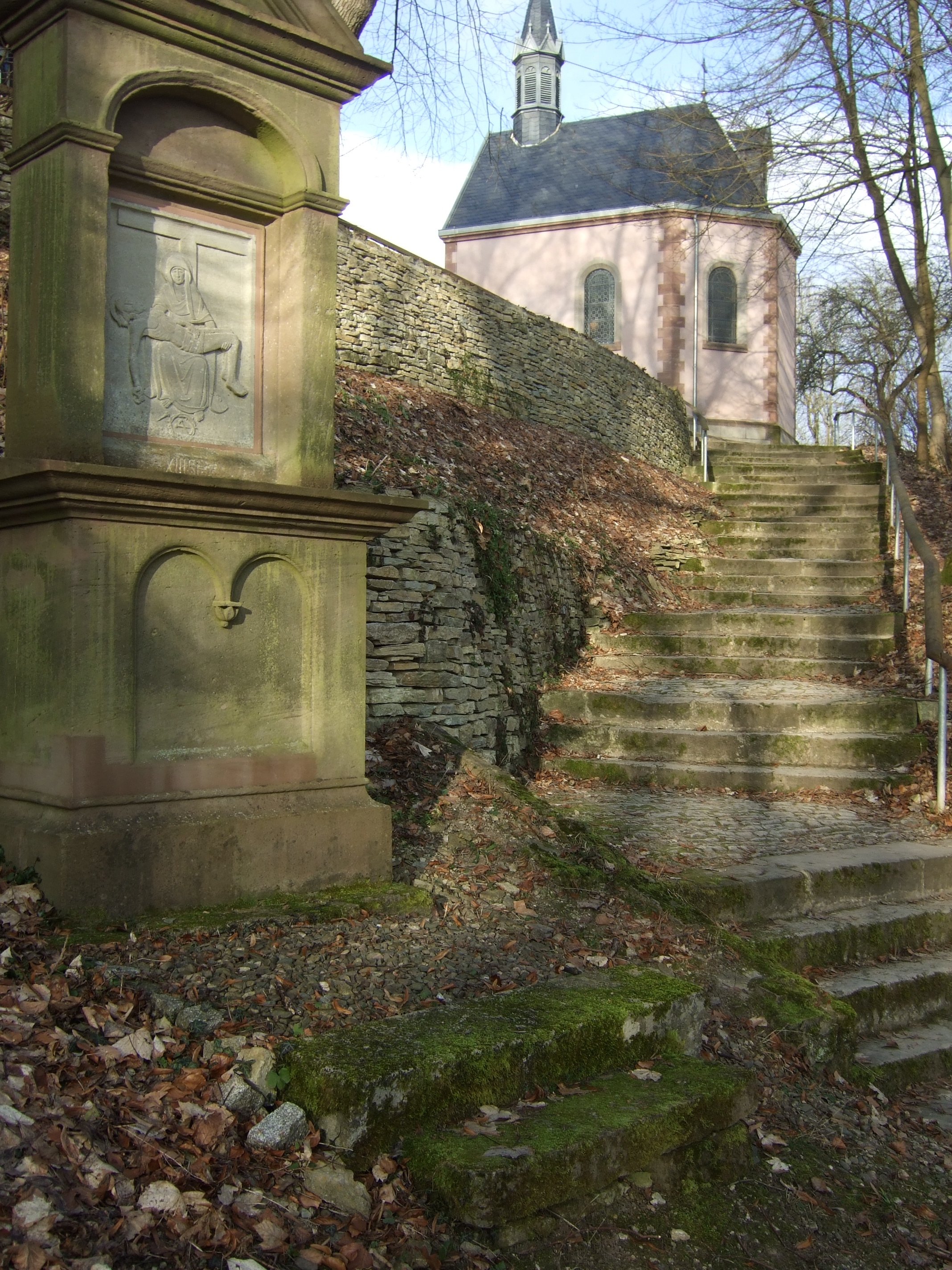
Capilla de bonifacio

Junto a la iglesia hay una capilla dedicada a San Bonifacio, construida en 1903 sobre los cimientos de una capilla anterior.  Según la leyenda local, aquí es donde Bonifacio cortó un Roble de Thor, un árbol sagrado y pagano, a principios del siglo VIII.  Esta leyenda se basa en la proximidad del pueblo de Geismar, un lugar mencionado en Boniface vitae,  pero, según los estudiosos, esto se refiere a otro Geismar, ahora parte de Fritzlar en el norte de Hesse.
Otra leyenda dice que Bonifacio estaba de pie en la parte superior del Hülfensberg y dijo, Wann wird endlich Frieden schweben über dieser schönen Aue ( "¿cuándo por fin la paz se extenderá sobre este precioso bosque?" ).  La etimología popular deriva de sus supuestas palabras, los topónimos locales Wanfried, Frieda (en Meinhard), Schwebda (también en Meinhard) y Aue (en Wanfried). 

## Monasterio franciscano
Los franciscanos fundaron un monasterio (el más antiguo en el área de Eichsfeld), también llamado Hülfensberg, en la cima de la montaña; el 16 de abril de 1860, dos sacerdotes y dos hermanos laicos dedicaron el monasterio; originalmente, se trataba de fundar un nuevo santuario en Klüschen Hagis, y Hülfensberg no era más que una iglesia provisional.
Durante el Kulturkampf, el monasterio se vio obligado a cerrar durante doce años. Cuando en mayo de 1952 el gobierno de Alemania del Este fortaleció la frontera cercana y su Sperrzone (que colocó a Hülfensberg dentro de la zona protegida), el monasterio y la iglesia sufrieron una fuerte caída en la asistencia.
Desde 2011, cuatro franciscanos viven en el monasterio, que pertenece a la provincia franciscana alemana de Santa Isabel, cuya sede se encuentra en Múnich .

## Dr. Konrad Martin Kreuz

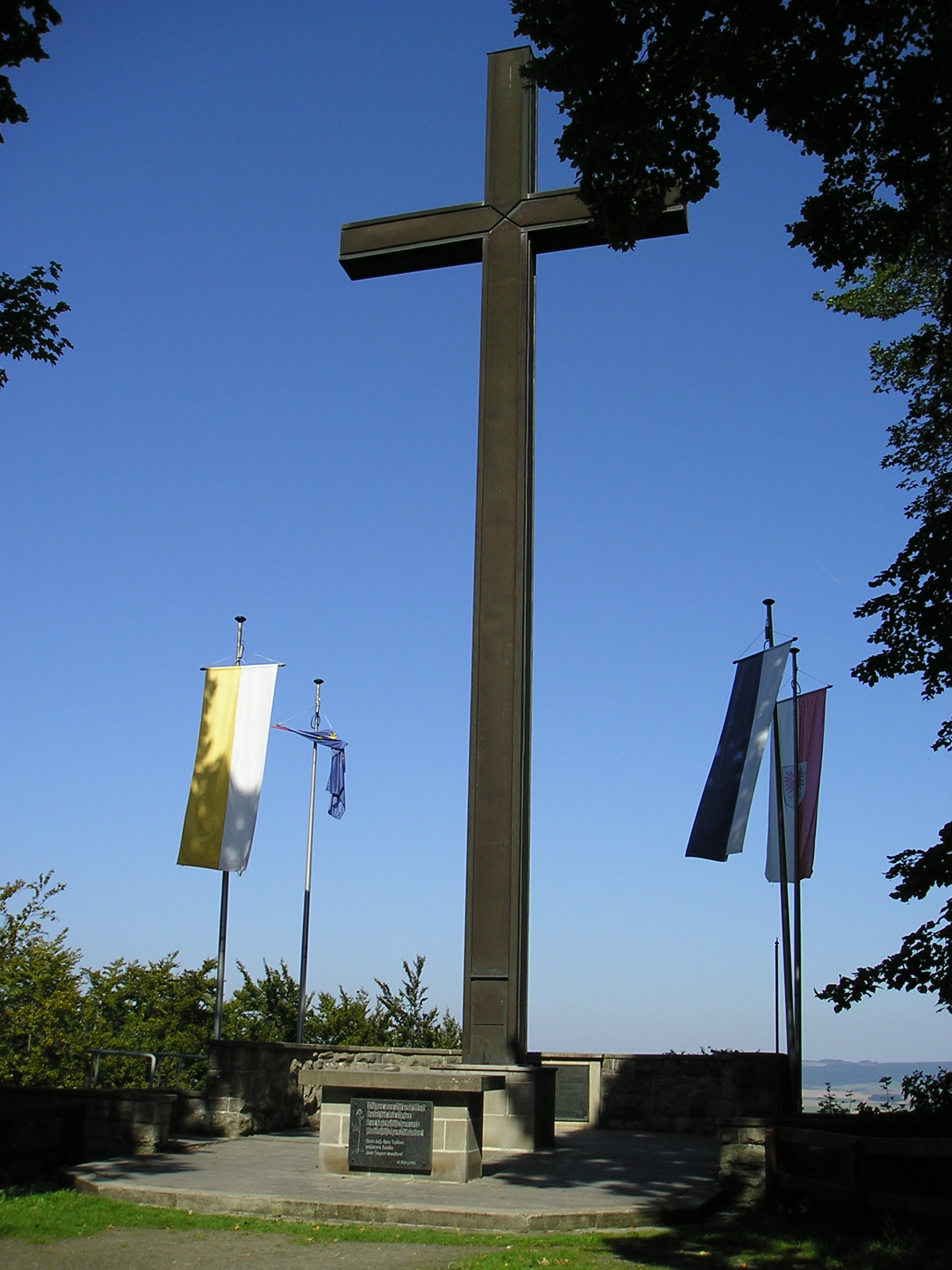
Dr. Konrad Martin Kreuz

Konrad Martin , obispo de Paderborn de 1856 a 1875, nació en el cercano Geismar. En su honor, fue erigida una cruz de acero en la parte superior de Hülfensberg y dedicada el 7 de agosto de 1933. La cruz tiene 18,60 m de alto.  Fue retirada en 1990 y restaurada en mayo de 1991.  En marzo de 1990, después de la Unificación de Alemania, se dedicó una placa al pie de la cruz para recordar a las "víctimas de la dictadura fascista y estalinista".